# Simona Krupeckaitė
Simona Krupeckaitė, née le 13 décembre 1982 à Utena, est une coureuse cycliste lituanienne. Elle est spécialiste des disciplines de vitesse sur piste. Elle compte treize médailles mondiales acquises entre 2004 et 2018, dont deux titres : le 500 mètres en 2009 et le keirin en 2010. Elle est élue à trois reprises athlète de l'année en Lituanie en 2009, 2010 et 2016.

## Biographie

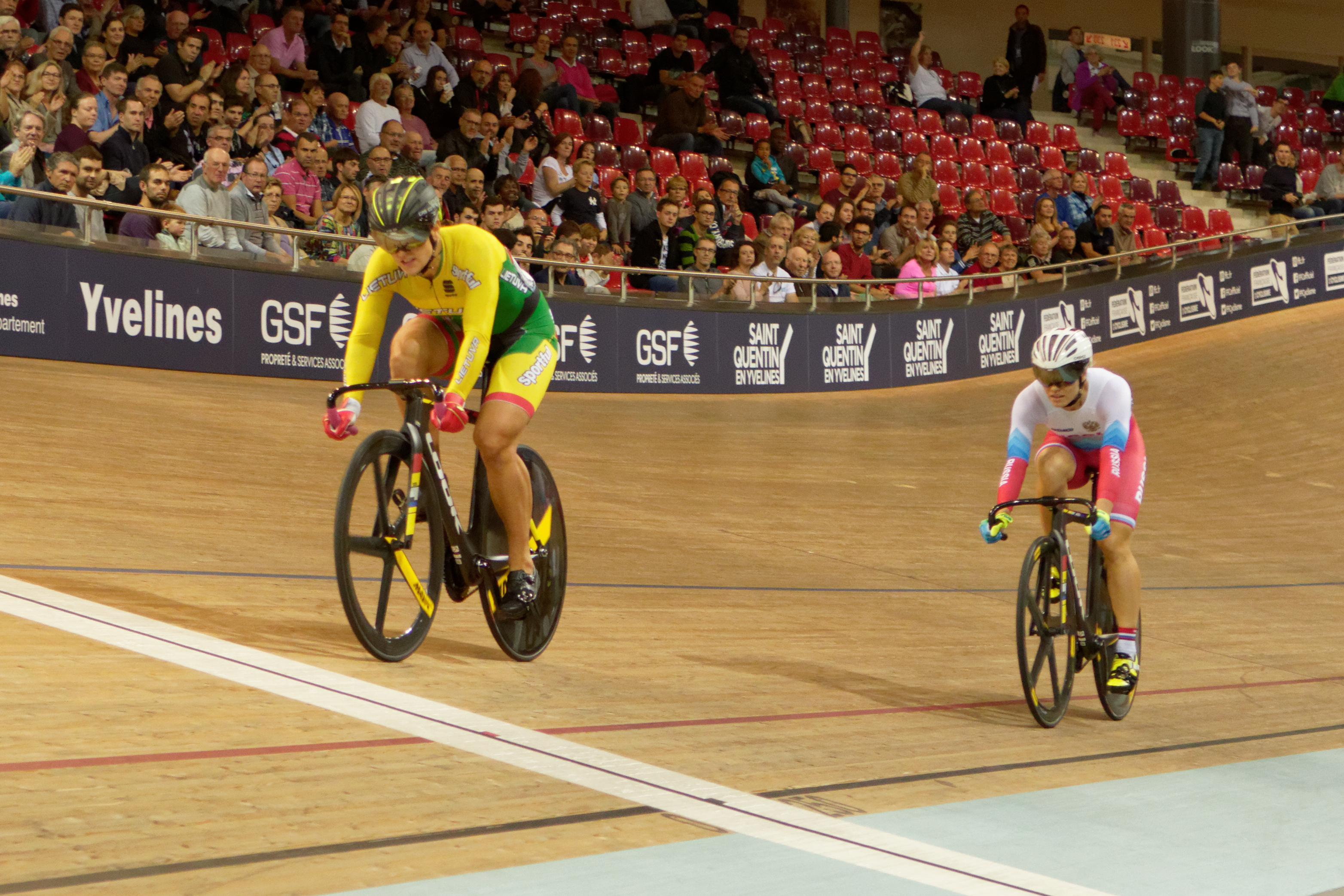
Krupeckaitė (en jaune) en demi-finale de la vitesse du championnat d'Europe 2016.

En 2001, Simona Krupeckaitė fait ses débuts internationaux en se classant sixième du 500 mètres du championnat d'Europe espoirs (moins de 23 ans). En 2003, elle décroche deux médailles d'argent aux championnats d'Europe espoirs de Moscou sur le 500 mètres et la vitesse. La même année, elle fait ses débuts aux mondiaux, en prenant la treizième place du 500 mètres.
En 2004, elle remporte sa première manche de Coupe du monde, après son succès sur le keirin à Mexico. Elle décroche également la médaille de bronze du 500 mètres aux mondiaux de Melbourne. Il s'agit de sa première médaille chez les élites. Elle est ainsi sélectionnée pour les Jeux olympiques d'Athènes, où elle se classe quatrième du 500 mètres à moins de 2 dixièmes du podium et septième de la vitesse. Entre 2005 et 2007, elle figure régulièrement dans le top 10 des championnats, sans parvenir à monter sur le podium.
Elle connait ses meilleures années entre 2008 et 2012. Si elle échoue dans sa quête de médaille olympique, elle remporte durant cette période onze médailles mondiales et onze manches de Coupe du monde. Après avoir remporté deux médailles d'argent aux championnats du monde de 2008 (500 mètres et vitesse), elle devient, en 2009, à Pruszkow, championne du monde du 500 mètres et obtient deux autres médailles de bronze en vitesse individuelle et par équipes. Lors de son titre sur le 500 mètres, elle améliore le record du monde en réalisant 33,296 secondes, à 54,060 km/h de moyenne. 
Lors des mondiaux de 2010 à Ballerup, elle gagne quatre médailles en autant de courses : l'or sur le keirin, l'argent sur le 500 mètres et le bronze en vitesse individuelle et par équipes. Le 29 mai 2010, lors du Grand Prix de Moscou, elle établit un nouveau record du monde du 200 mètres lancé en réalisant 10,793 secondes. Elle bat le record d'Olga Slyusareva, vieux de 17 ans, qui avait réalisé 10,831 secondes. Toujours en 2010, elle obtient deux médailles aux championnats d'Europe : l'argent sur le keirin et le bronze en vitesse. À partir de 2011, elle ne s'aligne plus sur le 500 mètres, pour se consacrer aux trois autres disciplines de la vitesse, qui sont toutes présentes aux programme olympique. Elle est vice-championne du monde de vitesse en 2011 et 2012, battue successivement par Anna Meares et Victoria Pendleton. À domicile, elle remporte trois médailles aux championnats d'Europe de Panevėžys, dont l'or en keirin et en vitesse par équipes. Cependant, Krupeckaitė échoue une nouvelle aux Jeux olympiques de Londres en 2012, en se classant 5e de la vitesse et 7e du keirin.
Après les Jeux de 2012, elle met sa carrière entre parenthèses pour donner naissance à son enfant,. 
En 2016, elle est sélectionnée pour participer aux Jeux olympiques de Rio de Janeiro, où elle termine douzième au keirin et septième de la vitesse. La même année, elle devient championne d'Europe de vitesse et est médaillée de bronze du keirin et de la vitesse par équipes. En 2017, elle est vice-championne d'Europe du keirin et l'année suivante, elle décroche sa dernière médaille mondiale, avec le bronze sur le keirin lors des mondiaux d'Apeldoorn. En 2019, lors des Jeux européens de Minsk, elle est médaillée d'or du keirin et d'argent de la vitesse par équipes.
En décembre 2020, elle est élue à la commission des athlètes du Comité olympique lituanien. Lors des Jeux olympiques de Tokyo, disputés en août 2021, elle devient la sixième athlète de son pays à participer à au moins cinq éditions des Jeux. Elle s'y classe notamment cinquième de la vitesse par équipes. En novembre 2021, elle est ambassadrice de la première édition de la Ligue des champions de cyclisme sur piste, dont une manche a lieu à domicile, à Panevėžys. Elle arrête sa carrière à l'issue de la saison 2021, à 39 ans,.
Après sa carrière, elle occupe un poste de responsable de la communication au sein de la Fédération lituanienne de cyclisme.

## Vie privée
Krubeckaitė est mariée à son entraîneur Dmitrijus Leopoldas, originaire de Russie. Le couple a un fils.

## Palmarès

### Jeux olympiques
| Édition / Épreuve | 500 mètres | Keirin | Vitesse individuelle | Vitesse par équipes |
| Athènes 2004      | 4e         |        | 7e                   |                     |
| Pékin 2008        |            |        | 8e                   |                     |
| Londres 2012      |            | 7e     | 5e                   |                     |
| Rio 2016          |            | 11e    | 7e                   |                     |
| Tokyo 2020        |            | 19e    | 17e                  | 5e                  |

### Championnats du monde
| Édition / Épreuve              | 500 mètres | Keirin | Vitesse individuelle | Vitesse par équipes     |
| Stuttgart 2003                 | 13e        |        |                      |                         |
| Melbourne 2004                 | Bronze     | 6e     | 7e                   |                         |
| Los Angeles 2005               | 8e         | 15e    | 9e                   |                         |
| Bordeaux 2006                  | 5e         | 11e    | 5e                   |                         |
| Palma 2007                     | 4e         | 12e    | 5e                   |                         |
| Manchester 2008                | Argent     | 6e     | Argent               |                         |
| Pruszkow 2009                  | Or         | 12e    | Bronze               | Bronze (avec Gaivenytė) |
| Ballerup 2010                  | Argent     | Or     | Bronze               | Bronze (avec Gaivenytė) |
| Apeldoorn 2011                 |            | 13e    | Argent               | 6e                      |
| Melbourne 2012                 |            | 8e     | Argent               | 16e                     |
| Saint-Quentin-en-Yvelines 2015 |            | 21e    | 7e                   |                         |
| Londres 2016                   |            | 17e    |                      |                         |
| Hong Kong 2017                 |            | 6e     | 4e                   |                         |
| Apeldoorn 2018                 |            | Bronze | 7e                   |                         |
| Pruszków 2019                  |            | 12e    | 14e                  | 7e                      |
| Berlin 2020                    | 27e        | 8e     | 9e                   |                         |

### Coupe du monde
| - 2004 - 1re du keirin à Mexico - 3e de la vitesse à Mexico - 2005-2006 - 2e du 500 mètres à Moscou - 2006-2007 - 2e du 500 mètres à Sydney - 3e de la vitesse à Moscou - 3e du 500 mètres à Moscou - 2007-2008 - 2e du 500 mètres à Pékin - 3e du 500 mètres à Los Angeles - 2008-2009 - 1re de la vitesse à Cali - 1re de la vitesse à Pékin - 1re du keirin à Cali - 1re du keirin à Pékin - 1re du 500 mètres à Cali - 1re du 500 mètres à Pékin - 2e de la vitesse par équipes à Pékin - 3e de la vitesse par équipes à Cali - 2009-2010 - 1re du keirin à Manchester - 1re de la vitesse à Cali - 1re du 500 mètres à Cali - 2e de la vitesse par équipes à Cali - 3e de la vitesse à Manchester | - 2010-2011 - 2e de la vitesse à Pékin - 3e de la vitesse par équipes à Pékin - 2011-2012 - Classement général du keirin - 1re du keirin à Cali - 1re du keirin à Londres - 2e du keirin à Pékin - 2e de la vitesse à Pékin - 2e de la vitesse par équipes à Pékin - 2015-2016 - 1re du keirin à Hong Kong - 3e de la vitesse à Cambridge - 2016-2017 - 1re du keirin à Glasgow - 1re de la vitesse à Glasgow - 2017-2018 - 2e de la vitesse à Minsk - 2e de la vitesse par équipes à Minsk - 2018-2019 - 3e de la vitesse à Hong Kong - 3e de la vitesse par équipes à Hong Kong - 2019-2020 - 3e de la vitesse par équipes à Milton |

### Coupe des nations
- 2021
  - 3e de la vitesse à Saint-Pétersbourg

### Ligue des champions
- 2021
  - 3e du keirin à Londres

### Championnats d'Europe
| Édition / Épreuve              | 500 mètres | Keirin | Vitesse individuelle | Vitesse par équipes | Course aux points | Omnium sprint |
| Brno 2001 (espoirs)            | 6e         |        |                      |                     |                   |               |
| Büttgen 2002 (espoirs)         | 5e         |        | 7e                   |                     | 4e                |               |
| Moscou 2003 (espoirs)          | Argent     | 4e     | Argent               |                     |                   |               |
| 2009                           |            |        |                      |                     |                   | Or            |
| Pruszków 2010                  |            | Argent | Bronze               |                     |                   |               |
| Apeldoorn 2011                 |            | 5e     | 6e                   |                     |                   |               |
| Panevėžys 2012                 |            | Or     | Bronze               | Or (avec Gaivenytė) |                   |               |
| Baie-Mahault 2014              |            | 5e     | 5e                   |                     |                   |               |
| Granges 2015                   |            |        | 5e                   |                     |                   |               |
| Saint-Quentin-en-Yvelines 2016 |            | Bronze | Or                   | Bronze              |                   |               |
| Berlin 2017                    |            | Argent | 8e                   | 6e                  |                   |               |
| Glasgow 2018                   |            |        |                      | 6e                  |                   |               |
| Apeldoorn 2019                 |            | 7e     |                      | 4e                  |                   |               |
| Plovdiv 2020                   |            | 5e     | 6e                   |                     |                   |               |

### Jeux européens
| Édition / Épreuve | Keirin | Vitesse individuelle | Vitesse par équipes |
| Minsk 2019        | Or     | 7e                   | Argent              |

### Championnats nationaux
- Championne de Lituanie de vitesse individuelle : 2017, 2018, 2019 et 2020
- Championne de Lituanie de vitesse par équipes : 2017, 2018, 2019 et 2020
- Championne de Lituanie du keirin : 2019 et 2020

## Distinctions
- Athlète de l'année en Lituanie : 2009, 2010 et 2016[16]
- Équipe féminine de l'année en Lituanie en 201 (avec Miglė Marozaitė)